# Raid sur la Medway
Ne doit pas être confondu avec la Bataille de Medway en 43 du calendrier julien.
deuxième guerre anglo-néerlandaise
Batailles
- Lowestoft
- Vågen
- Quatre Jours
- North Foreland
- Vliestromm
- Cap Dungeness
- Medway

Le raid sur la Medway, parfois appelé bataille de la Medway ou bataille de Chatham, eut lieu du 9 au 14 juin 1667 au cours de la deuxième guerre anglo-néerlandaise.
Les Néerlandais, sous les ordres du lieutenant-amiral Michiel de Ruyter, bombardèrent et prirent Sheerness, remontèrent la Tamise en brisant les chaînes bloquant l'accès au fleuve jusqu'à Gravesend, puis la rivière Medway jusqu'à Chatham, où ils brûlèrent trois navires de commerce et dix navires de la Royal Navy et s'emparèrent du Unity et du Royal Charles, navire amiral et orgueil de la flotte anglaise.
Ce raid, généralement considéré comme la plus grande victoire navale néerlandaise et la pire défaite navale anglaise, mit fin à la guerre, et le traité de Bréda, favorable aux Néerlandais, fut signé le 31 juillet 1667.

## Prélude
La flotte anglaise avait été réduite à cause de restrictions et ses plus grands navires avaient été désarmés, et les Néerlandais surent saisir cette occasion. Ils avaient déjà fait des plans pour une telle attaque en 1666, après la bataille des Quatre Jours, mais n'avaient pu la réaliser en raison de leur défaite à la bataille de North Foreland. Le concepteur de ce plan était le grand-pensionnaire Johan de Witt. Son frère, Cornelis de Witt, accompagnait la flotte pour superviser l'opération. Des négociations de paix avaient déjà commencé, à Bréda, depuis le mois de mars 1667, mais le roi Charles II d'Angleterre retardait le processus de paix, espérant améliorer sa situation grâce à l'aide secrète des Français, aussi de Witt pensait qu'il fallait finir vite la guerre sur une victoire décisive, ce qui conduirait bien sûr à des conditions de paix beaucoup plus favorables. Beaucoup d'officiers de marine néerlandais avaient de sérieux doutes sur la possibilité de mener à bien une attaque si audacieuse, craignant les bancs assez traîtres de l'estuaire de la Tamise mais ils obéirent toutefois aux ordres. Les Néerlandais purent compter sur l'aide de deux pilotes anglais connaissant le fleuve, un dissident religieux nommé Robert Holland et un contrebandier ayant fui la justice anglaise.

## Le raid

### L’approche néerlandaise
Le 17 mai, l’escadre de l’Amirauté de Rotterdam mit le cap sur l’île de Texel pour rejoindre celles des amirautés d’Amsterdam et de Frise occidentale. Ayant appris que l’Amirauté frisonne n’était pas encore prête à cause de problèmes de recrutement, l’amiral Michiel de Ruyter, qui était à la tête de la flotte, partit sans l’attendre rejoindre l’escadre de l’Amirauté de Zélande, qui connaissait les mêmes difficultés de recrutement. Ruyter partit pour la Tamise le 4 juin avec 62 frégates et navires de ligne, environ 15 navires plus légers et 12 brûlots. La flotte était organisée en trois escadres : la première commandée par Ruyter lui-même, la deuxième commandée par le lieutenant-amiral Aert Jansse van Nes, et la troisième par Willem Joseph van Ghent. La troisième escadre comprenait une force spéciale de débarquement à bord de la frégate Agatha, force commandée par van Ghent lui-même et qui fut la première dans l’histoire à être spécialisée dans les opérations amphibies.
Le 6 juin, le banc de brouillard dans lequel progressait la flotte se dissipa et révéla sa présence aux Anglais dans l’estuaire de la Tamise. Le 7 juin, Cornelis de Witt révéla les instructions secrètes des états généraux des Provinces-Unies, écrites le 20 mai, en la présence de tous les officiers d’état-major. Il y eut tant d’objections, avec comme seule contribution importante de Ruyter à la discussion un bevelen zijn bevelen (« les ordres sont les ordres »), que Cornelis, après s’être retiré dans sa cabine tard dans la nuit, écrivit dans son rapport journalier qu’il n’était pas sûr du tout que ces ordres seraient suivis. Toutefois, il s’avéra par la suite que la plupart des commandants étaient prêts à l’aventure, ayant juste donné leur opinion professionnelle afin qu’elle fût consignée dans le rapport, de manière à pouvoir blâmer les politiciens en cas de désastre. Le 8 juin, il y eut une tentative de capture d’une flotte de 20 navires marchands anglais repérés sur la Tamise, mais cette tentative échoua car ces navires fuirent en direction de Gravesend.

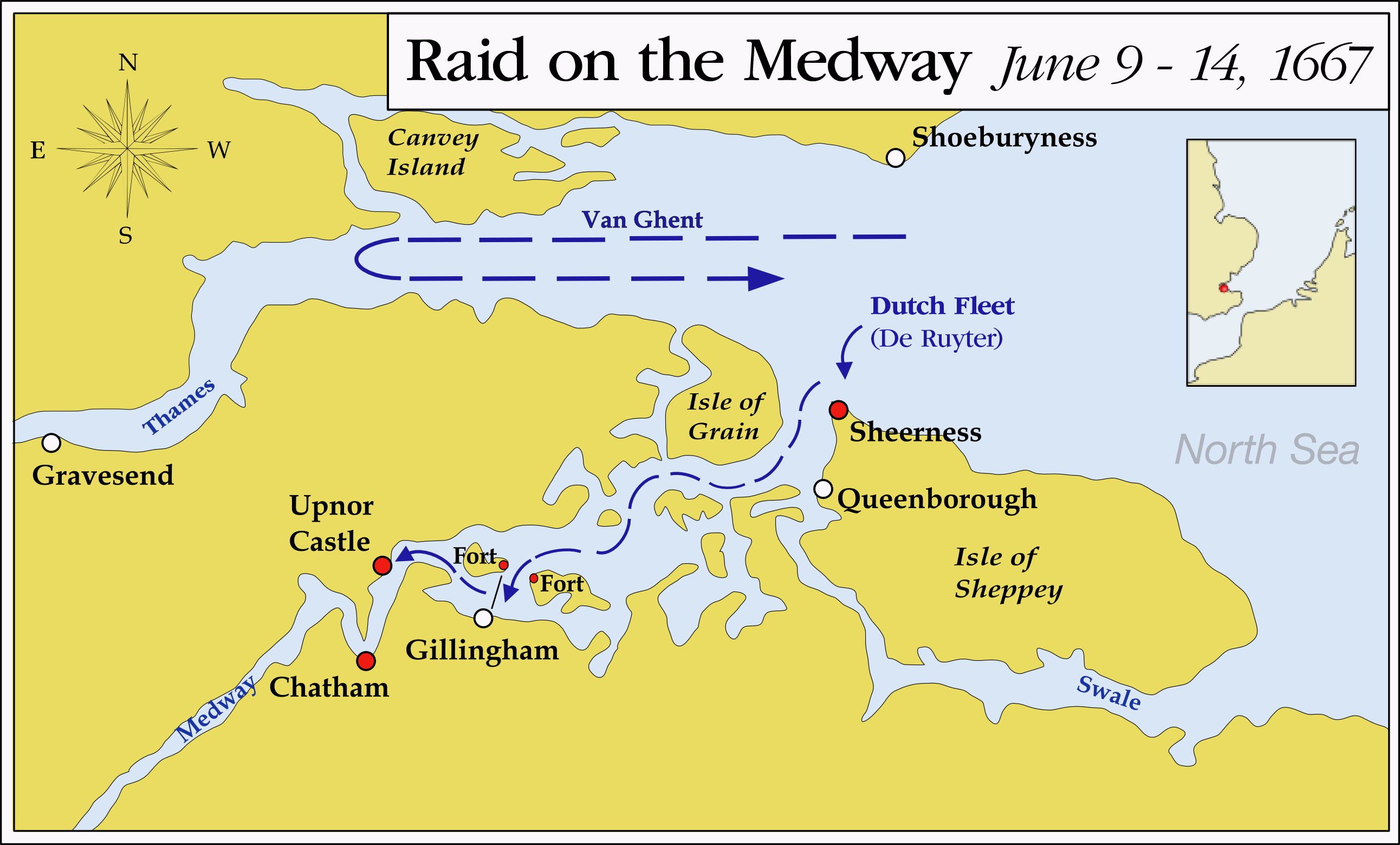
Carte des évènements.

L’attaque prit les Anglais au dépourvu. Aucune préparation sérieuse n’avait été faite contre cette éventualité, bien que des avertissements aient été donnés par le réseau d’espions anglais. La plupart des frégates étaient rassemblées en escadres à Harwich et en Écosse, laissant Londres sous la seule protection d’un petit nombre de navires. Par mesure d’économie, le duc d’York avait donné l’ordre de rendre à la vie civile plusieurs équipages, laissant seulement trois navires pour surveiller la Medway ; en compensation, l’équipage de l’un de ces trois navires, la frégate Unity, avait été porté de 40 à 60 hommes, et le nombre de navires brûlots avait été porté de un à trois. De plus, 30 sloops avaient été préparés en cas d’urgence. Sir William Coventry, le secrétaire de l’Amirauté, avait déclaré qu’un débarquement néerlandais près de Londres était hautement improbable et, qu’au mieux, ils lanceraient une attaque d’importance faible à moyenne sur une cible plus exposée, comme Harwich, ville qui avait été par conséquent fortifiée durant le printemps. Il n'y avait pas de ligne de commandement bien établie chez les Anglais, diverses autorités donnant des ordres à la hâte sans prendre la peine de se consulter entre elles auparavant. De plus, le moral des troupes anglaises était bas. N’ayant pas été payés depuis plusieurs mois, voire des années, la plupart des marins et des soldats n’étaient pas prêts à risquer leur vie. L’Angleterre disposait seulement d’une petite armée qui était dispersée car les intentions néerlandaises n’étaient pas claires. Tout ceci explique pourquoi il n'y eut aucune mesure effective de prise alors que la flotte néerlandaise mit cinq jours à atteindre Chatham, manœuvrant prudemment à travers les bancs de sable et avançant seulement quand la marée était favorable.
Après que l’alarme eut été donnée le 6 juin, le commissaire Peter Pett, responsable des chantiers navals de Chatham, semble n’avoir entrepris aucune action jusqu'au 9 juin quand, en fin d’après-midi, une trentaine de navires néerlandais furent aperçus sur la Tamise, en aval de Sheerness. À ce moment seulement, il demanda l’assistance de l’Amirauté en envoyant un message pessimiste, se lamentant de l’absence d’officiers de marine qui pourraient l’aider et le conseiller. Les navires aperçus étaient ceux de l’escadre de frégates de Van Ghent. La flotte néerlandaise transportait environ un millier d’hommes de l’infanterie de marine et des débarquements furent effectués sur Canvey Island et à Sheerness. Cornelis de Witt avait donné des ordres stricts à ces hommes afin d’interdire tout pillage car les Néerlandais voulaient faire honte aux Anglais, dont les troupes avaient mis à sac Terschelling durant le raid du Vliestromm en août 1666. Néanmoins, l’équipage du capitaine Jan van Brakel ne put se contrôler et fut seulement chassé par la milice anglaise ainsi que par la menace d’une sévère punition à son retour. Van Brakel offrit de mener une attaque le jour suivant pour éviter d’être pénalisé.
Le roi Charles II donna le 8 juin l’ordre au comte d’Oxford de mobiliser la milice des comtés environnant Londres ; et toutes les barges disponibles furent utilisées pour mettre en place un pont de bateaux sur la Tamise, pour que la cavalerie anglaise puisse passer rapidement d’une rive à l’autre. Sir Édouard Sprague, le célèbre vice-amiral, apprit le 9 juin qu’un raid néerlandais avait été fait sur l'île de Grain, au nord du Kent, et des mousquetaires de la garnison de Sheerness furent envoyés pour enquêter.
Dans l’après-midi du 10 juin, le roi donna comme instruction à l’amiral George Monck de se rendre à Chatham afin de prendre le commandement. Ce n’est que le 13 juin qu’il ordonna à l’amiral Rupert d’organiser les défenses de Woolwich.
Monck se rendit tout d’abord à Gravesend où il nota, à sa grande consternation, que seuls quelques canons étaient disponibles, trop peu pour arrêter la progression néerlandaise sur la Tamise. Afin d’éviter un désastre, il ordonna à toute l’artillerie disponible de la capitale de se positionner à Gravesend. Le 11 juin, il arriva à Chatham qu’il pensait trouver bien préparée pour soutenir une attaque. Il n’y trouva toutefois que 12 des 800 hommes espérés, et seulement dix sloops sur les trente qui devaient s’y trouver, les vingt autres ayant été réquisitionnés pour sécuriser les possessions personnelles des officiers. Aucune munition ni réserve de poudre n’était disponible et la chaîne qui traversait la Medway n’était pas protégée par des batteries de canons. Il ordonna immédiatement de déplacer l’artillerie de Gravesend à Chatham, ce qui prit une pleine journée à effectuer.

### L'attaque
La flotte néerlandaise arrive à l'Île de Sheppey le 10 juin et lança une attaque sur le fort de Sheerness. Le capitaine Jan van Brakel sur le Vrede navigua aussi près que possible du fort afin de l'attaquer au canon. Sir Édouard Sprague commandait les navires à l'ancre sur la Medway mais le seul capable de se défendre contre les Néerlandais était la frégate Unity qui se trouvait au fort à ce moment.

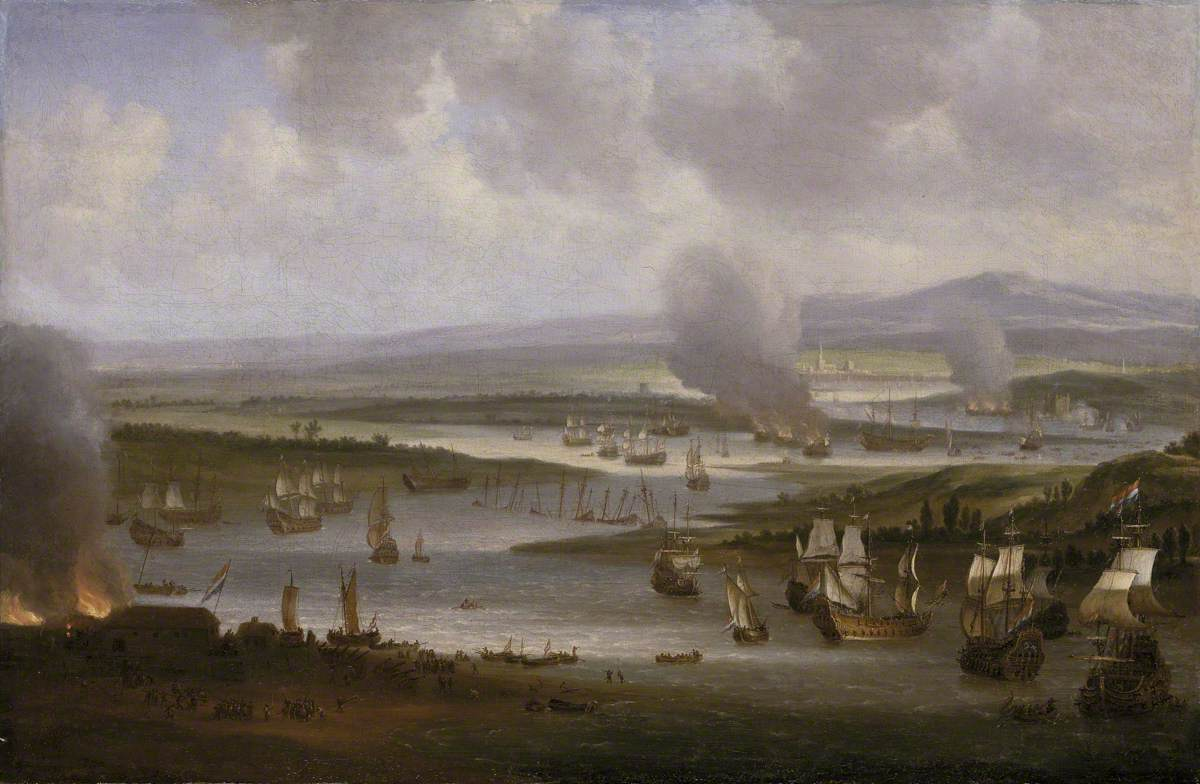
Peinture du raid par Willem Schellincks.

L’Unity était soutenu par des ketches et des brûlots ainsi que par les 16 canons du fort qui avaient été installés à la hâte. La frégate tira une bordée mais, quand elle fut attaquée par un brûlot néerlandais, elle se replia sur la Medway, suivie par ses navires de soutien. Les Néerlandais firent alors feu sur le fort et deux hommes furent touchés. Il s'avéra à ce moment qu'aucun chirurgien n'était présent au fort et la plupart des soldats de la garnison désertèrent. Seulement sept restèrent à leur poste mais leur position devint intenable quand 800 marins néerlandais débarquèrent à un mile de là. Après la capitulation du fort, les canons furent embarqués par les Néerlandais, qui détruisirent ensuite les installations. Spragge, quant à lui, s'échappa avec son navire en direction de Chatham où beaucoup d'officiers étaient désormais réunis ; tous donnaient des ordres contradictoires ce qui créa un état de confusion.
Le 11 juin, comme son artillerie n'était toujours pas arrivée, Monck donna l'ordre à un escadron de cavalerie et à une compagnie de soldats de renforcer le château d'Upnor. Des défenses, consistant en bateaux coulés pour bloquer le passage, avaient été improvisées sur la Medway et la chaîne qui la traversait était protégée par des batteries légères. Pett proposa de couler d'autres bateaux pour protéger le chenal en aval de la chaîne. Cette fois-ci, quatre gros navires de guerre, qui étaient sans équipage, furent coulés ainsi que huit autres bateaux plus petits, après que la première tentative de bloquer la rivière se fut montrée insuffisante. Cette barrière de bateaux coulés était placée vers l'est de l'embouchure de la Medway et ne pouvait être couverte par l'artillerie. Monck décida alors de couler d'autres bateaux près du château d'Upnor, formant ainsi une autre barrière sur le chemin des Néerlandais s'ils avaient réussi à franchir la chaîne placée à Gillingham. Cette chaîne, placée à travers le fleuve, reposait à son point le plus bas à environ trois mètres sous l'eau, ce qui permettait le passage de navires légers. On essaya sans grand succès de la relever.
Trois navires de guerre, le Matthias, le Charles V et le Monmouth, furent placés de façon à protéger la chaîne et trois autres furent coulés pour compléter le barrage. Pett informa Monck que le Royal Charles, fleuron de la flotte anglaise, devait être remorqué plus en amont. L'ordre de le faire avait d'ailleurs été donné dès le 27 mars mais cela n'avait toujours pas été effectué. Monck refusa tout d'abord d'affecter à cette tâche quelques-uns de ses sloops, déjà très peu nombreux, car il en avait besoin pour transporter des vivres et du matériel. Quand Monck trouva finalement un capitaine de navire prêt à accomplir la tâche, Pett répondit qu'il était trop tard car il était occupé à mettre en place les barrages de navires et qu'il ne pouvait trouver aucun pilote prêt à prendre un tel risque. Pendant ce temps, les premières frégates néerlandaises étaient arrivées et avaient déjà commencé à dégager deux des bateaux coulés afin d'ouvrir un passage comme la nuit tombait.

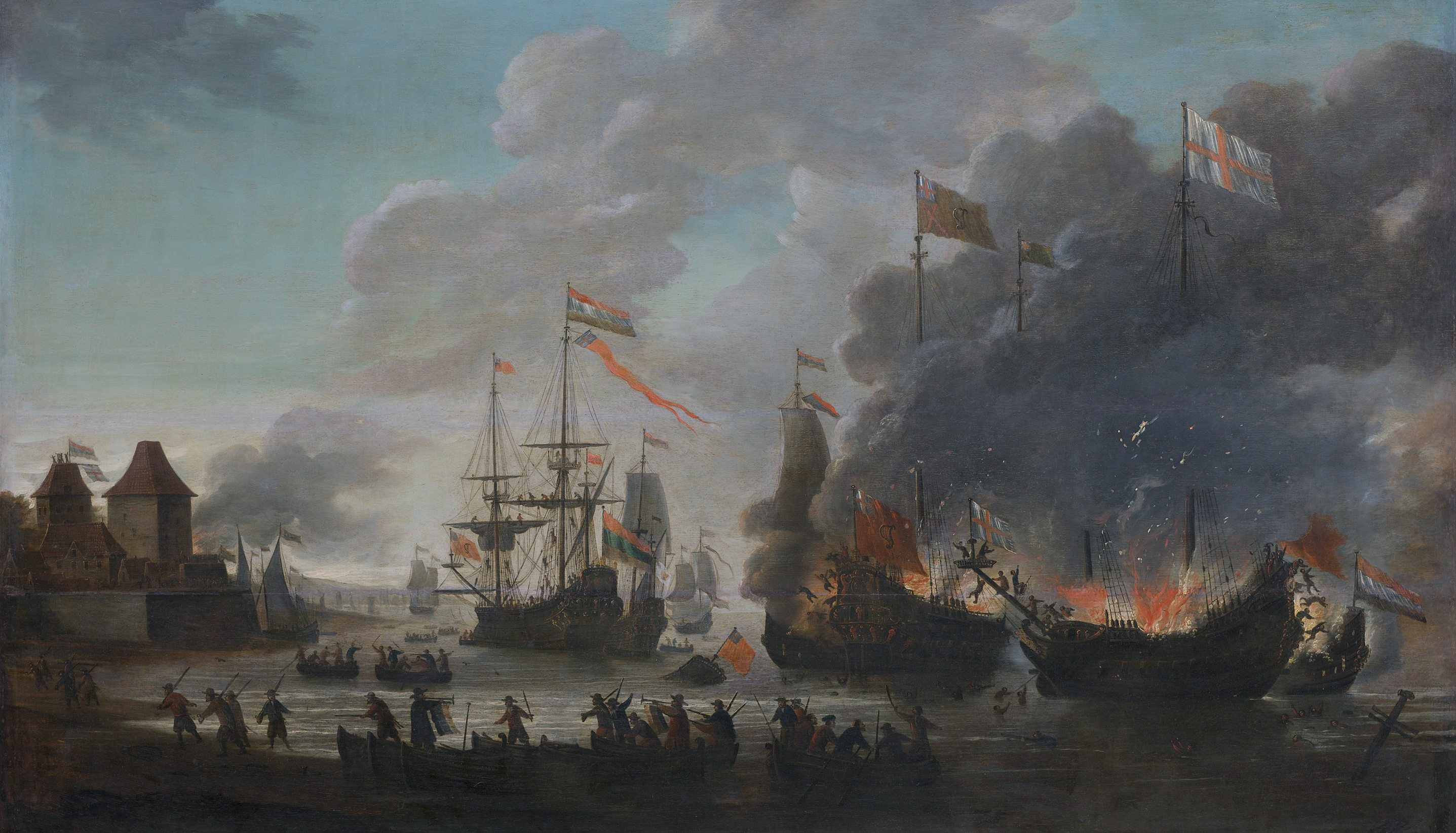
L'incendie des navires anglais par Jan van Leyden.

Le 12 juin, l'escadre de van Ghent s'avança sur la Medway, attaquant les défenses de la chaîne. La frégate Unity fut prise par un assaut du capitaine van Brakel et le brûlot Pro Patria brisa alors la chaîne (ou, selon quelques historiens qui ne font pas confiance à cette traditionnelle et spectaculaire version des événements, passa simplement au-dessus). Il détruisit ensuite le Matthias en l'incendiant pendant que deux autres brûlots, le Catharina et le Schiedam attaquaient le Charles V. Le Catharina fut coulé par une batterie côtière mais le Schiedam réussit à incendier le Charles V, l'équipage de ce navire étant capturé par van Brakel. Le Royal Charles, avec seulement 30 canons à bord et abandonné par son maigre équipage quand celui-ci vit le Matthias en train de brûler, fut alors capturé par le navire du capitaine Thomas Tobiasz, de l'escadre de Ruyter, et fut par la suite emmené aux Pays-Bas malgré la marée défavorable. Cela fut rendu possible en réduisant son tirant d'eau en l'inclinant légèrement. Seul le Monmouth réussit à s'échapper. Constatant le désastre, Monck donna l'ordre de saborder les 16 navires de guerre restants pour éviter qu'ils ne soient capturés, ce qui porta à 30 le total de bâtiments coulés délibérément par les Anglais.
Le 13 juin, la panique se répandit jusqu'à Londres, une rumeur s'étant répandue selon laquelle les Néerlandais était en train de transporter une armée française pour une invasion à grande échelle, et de nombreux riches habitants fuirent la ville en emportant avec eux leurs plus précieuses possessions. La flotte néerlandaise continua à avancer jusqu'à Chatham sous le feu des canons du château d'Upnor et de trois batteries côtières. Mais les frégates néerlandaises, par leurs propres bordées, réduisirent au silence le feu adverse, au prix d'environ 40 morts et blessés. Trois des plus grands vaisseaux de la marine anglaise, déjà sabordés afin qu'ils ne puissent être pris, furent incendiés : le Loyal London, le Royal James et le Royal Oak. Les équipages anglais abandonnèrent ces navires à demi-coulés quasiment sans combattre, à la notable exception du capitaine Archibald Douglas qui refusa d'abandonner le Royal Oak et périt dans son incendie. Trois des quatre plus grands navires de guerre anglais, ainsi que plus de 75 canons, furent perdus au cours de ce raid. Le seul restant, le HMS Sovereign of the Seas, se trouvait à Portsmouth à cette époque.

## Le repli néerlandais
Comme il craignait que la résistance anglaise ne s'affermisse, Cornelis de Witt prit, le 14 juin, la décision d'arrêter l'offensive et de se replier, la flotte néerlandaise amenant en remorque le Royal Charles et l’Unity comme trophées de guerre. Cette décision évita à quatre navires de guerre anglais supplémentaires d'être sabordés bien que, ce jour-là encore, les Néerlandais brûlèrent chaque navire dont ils réussissaient à s'emparer, chaque bateau détruit leur valant une récompense. Les chantiers navals de Chatham échappèrent eux aussi à la destruction, une perte qui aurait sans doute empêché la reconstruction de la marine anglaise pour au moins dix ans. La flotte néerlandaise, après avoir célébré sa victoire, essaya de répéter son succès en attaquant d'autres ports de la côte est de l'Angleterre mais fut repoussée à chaque fois. Le 27 juin, une tentative d'entrer dans la Tamise au-delà de Gravesend fut annulée quand les Néerlandais apprirent qu'un barrage de bateaux coulés avait été mis en place et que cinq navires brûlots attendaient l'attaque. Le 2 juillet, un corps d'infanterie de marine débarqua à Woodbridge, près d'Harwich, mais un assaut de 1 500 hommes mené sur le fort protégeant Harwich fut repoussé par sa garnison. Le 31 juillet, le traité de Bréda mettant fin à la guerre était signé. Comme le nota Samuel Pepys dans son journal, la flotte néerlandaise était désormais partout sur les mers du Sud de l'Angleterre sans que les Anglais ne puissent y faire quoi que ce soit.

## Conséquences
Les dommages causés par le raid furent estimés à environ 20 000 £, en plus, du coût de remplacement des quatre grands navires de guerre qui avaient été perdus ; les pertes totales pour la marine anglaise étant au total proches des 200 000 £. Le commissaire Peter Pett fut désigné comme bouc-émissaire, condamné à une amende de 5 000 £ et privé de sa charge, alors que ceux qui avaient ignoré ses avertissements échappèrent à tout blâme. Les navires Royal James, Royal Oak et Loyal London furent finalement sauvés et reconstruits, mais à grand coût, et, comme la ville de Londres avait refusé de partager les frais de reconstruction, le roi Charles II rebaptisa le dernier en un simple London. Pendant quelques années, la flotte néerlandaise fut la plus puissante du monde mais en 1670 le programme de reconstruction de la flotte anglaise l'avait rétabli à son ancien niveau de puissance.
Le raid sur la Medway fut un sérieux coup porté à la Couronne anglaise. Le roi Charles se sentit personnellement offensé que les Néerlandais aient attaqué alors qu'il avait désarmé une bonne partie de sa flotte et que les négociations de paix étaient en cours, alors qu'il avait lui-même volontairement retardé le processus de paix. Son ressentiment fut l'une des causes de la Troisième Guerre anglo-néerlandaise, après que l'entente secrète avec la France ait été conclue par le traité de Douvres. Au XIXe siècle, des écrivains britanniques nationalistes suggérèrent que les Néerlandais avaient demandé la paix après leurs défaites en 1666, alors qu'au contraire cela les avait rendu plus agressifs, et que seule leur attaque-surprise, qualifiée de traîtresse, leur avait permis de remporter la victoire. Le roman historique When London Burned, écrit par George Alfred Henty, en est un parfait exemple.

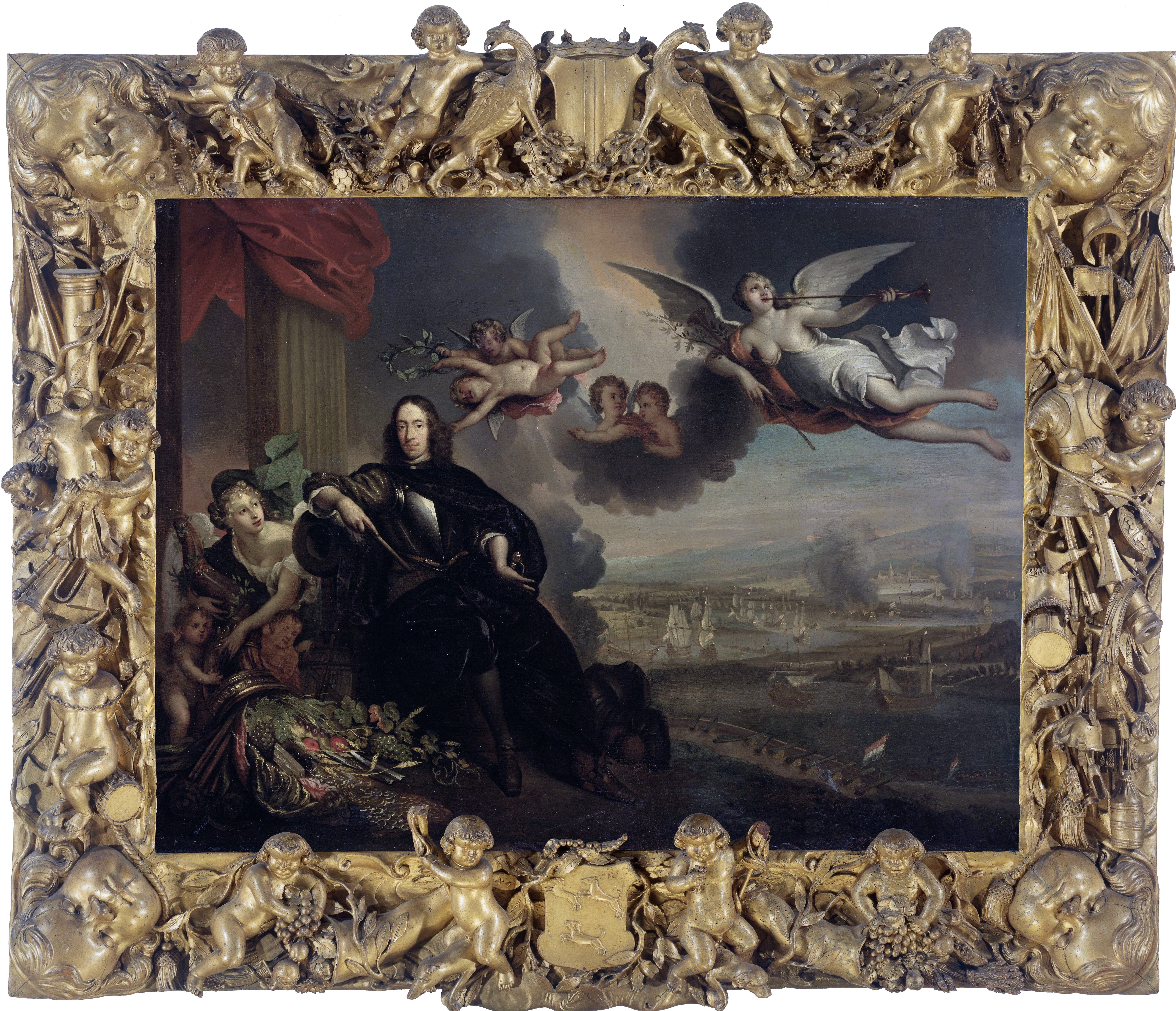
Une copie du Triomphe de la Mer, représentant Cornelis de Witt.

Le total des pertes néerlandaises au cours du raid fut de huit navires brûlots et d'environ 50 morts ou blessés. Aux Provinces-Unies, la population jubilait ; de nombreuses festivités furent organisées, et à nouveau lors du retour de la flotte au mois d'octobre, et les amiraux la commandant furent acclamés comme des héros. Ils furent récompensés par de nombreux éloges et des chaînes en or et des pensions leur furent attribuées par les états généraux ; on offrit à Ruyter, Cornelis de Witt et van Ghent de précieuses coupes dorées et émaillées dépeignant les événements. Un tableau de Cornelis de Witt nommé Le Triomphe de la mer fut peint et exposé à l'hôtel-de-ville de Dordrecht. Ce triomphalisme affiché par la faction des Witt causa le ressentiment de la faction orangiste ; quand ils perdirent le pouvoir en 1672 à l'occasion du Rampjaar, la tête de Cornelis fut solennellement découpée du tableau, après que Charles II eut pendant des années insisté pour que le tableau soit enlevé.
Le Royal Charles, au tirant d'eau trop important pour être utilisé dans les eaux côtières néerlandaises, fut mis en cale sèche de façon permanente à Hellevoetsluis afin d'être visité comme une attraction touristique, avec des visites journalières organisées pour des groupes, souvent des invités venant de pays étrangers. Après de véhémentes protestations de Charles II que ceci constituait une insulte à son honneur, les visites officielles prirent fin et le Royal Charles fut détruit en 1672. Toutefois, une partie de son tableau arrière comportant les armoiries du Royaume-Uni ainsi que la devise Dieu et mon droit est exposée encore de nos jours au Rijksmuseum d'Amsterdam.